# Wrington
Wrington è un comune ed una parrocchia civile inglese sito nel North Somerset. Esso si trova nella valle del fiume Congresbury Yeo, a circa 14 km ad est di Weston-super-Mare ed a circa 4,8 km a sud-est di Yatton. È allo stesso tempo parrocchia civile ed ecclesiastica. Entrambe comprendono il vicino villaggio di Redhill. Ha dato i natali al giusnaturalista e filosofo John Locke, iniziatore del liberalismo classico.